# Szebeny György
Szebeny György, teljes nevén: Szebeny György Ferenc Pál (Budapest, 1887. november 18. – München, 1968[forrás?])  magyar olimpikon, evezős, gépészmérnök, repülőgép-szerkesztő.

## Élete
Szebeny Antal és Csik Ludmilla gyermekeként született. 1920. június 5-én Schwerinben házasságot kötött Sturzkopf Herminával, Sturzkopf Walter és Fabrice Lujov gyermekével.

### Sportpályafutása
A Hungária Evezős Egylet MTK sportolójaként versenyzett. A testvér négyes, a legidősebb Antal, az ikrek Miklós és György, valamint a legfiatalabb István a magyar evezős sport emlékezetes sportolói.
1910-ben a kormányos nyolcevezős (Bányai Béla, Szebeny György, Szebeny Antal, Szebeny Miklós, Jesze Kálmán, Hautzinger Sándor, Éder Róbert, Kirchknop Ferenc, kormányos: Koch Károly) versenyszámban – bronzérmes
Az 1912. évi nyári olimpiai játékok kormányos nyolcevezős versenyszámban 8 nemzet versenyzett. Öt előfutamot rendeztek, a magyarok Németország legjobb nyolcasával került egy futamban. A német nyolcas sportolói sokkal erősebbek voltak, evezős technikájuk az angol stílusra épült, két hajóhosszal nyerték a 3. futamot.
Hungária Evezős Egylet csapattársaival (Szebeny István vezér evezős, Baján Artúr, Manno Miltiades, Jeney István, Gráf Lajos, Szebeny Miklós, Szebeny György, Vaskó Kálmán kormányos) a 7. helyen végzett.
Az első világháború alatt Fischamendben a repülőműszaki gárda tagja. A Műegyetem keretében 1921-ben megalakult  a A Műegyetemi Sportrepülő Egyesület, elsők között lépett az egyesület tagjai sorába.

### Szebeny-iskolagép
1921-ben az albertfalvai gyárban elkészült repülőgépe az iskolagépek kategóriájában első díjat nyert. A gépet a 85 lóerős Fejes-féle lemezmotor működtette. A kialakított két ülés egymás mellett lett elhelyezve. A géppel Fehér Antal berepülőpilóta több eredményes repülést végzett.
A Kereskedelmi Minisztérium (KM) II. szakosztálya 1922-ben Szegeden  rendszeres pilótaképzést tartott. A KM iskola-repülőgép pályázatot írt ki, a négy pályázó közül az albertfalvai Neuschloss-Lichtig Repülőgépgyár- és Faipari Rt. -nél 1923-ban a meglévő repülőgépét alakították át Oravecz Béla főmérnökkel, ami elnyerte a kiírt pályázatot. Szombathelyen tartott kiképzésen ezzel a repülőgéppel 1925-ben két tragikus baleset történt. A repülőgép gyártását befejezték.

## Külső hivatkozások
- Szebeny György. mebsz.hu. (Hozzáférés: 2014. március 12.)